# Aeroportul Vatulele
Aeroportul Vatulele (IATA: VTF, ICAO: NFVL) este un aeroport din Diviziunea Occidentală, Fiji.
aeroportul dispune de o singură pistă.